# Романчук Сергій Михайлович
Сергі́й Миха́йлович Романчу́к — старший лейтенант Збройних сил України, учасник російсько-української війни.

## Короткий життєпис
Походить з родини службовців. Закінчив Коростенську ЗОШ № 4. Вступив до Санкт-Петербурзького військового університету зв'язку, який закінчив 1996 року. Протягом 1996—1998 років — на командних посадах у військах ППО Збройних сил РФ. Через суперечності світогляду звільнився, повернувся на батьківщину. Працював на підприємствах міста Коростеня, останнє місце роботи — відділення ВОХОР, охорона в/ч Ушомир Коростенського району.
19 березня 2014 року за власним бажанням мобілізований. Заступник командира роти по роботі з особовим складом, 30-та окрема механізована бригада.
9 лютого 2015-го зник безвісти — дві машини бригади потрапили під обстріл терористів поблизу села Логвинове — у верхній частині «дебальцівського виступу» (на трасі між Дебальцевим і Артемівськом). Підрозділ Романчука був обстріляний «Градами», проте позицій не здав.
Був у переліку зниклих безвісти. Упізнаний серед загиблих. Похований у Коростені 26 березня 2015-го. Лишилися дружина, малолітня донька, двоє дітей дружини, їх Сергій Романчук виховував як рідних.

## Нагороди
За особисту мужність і героїзм, виявлені у захисті державного суверенітету та територіальної цілісності України, вірність військовій присязі під час російсько-української війни, відзначений — нагороджений
- 27 червня 2015 року — орденом Богдана Хмельницького III ступеня.
- відзнакою «Народний Герой України» (посмертно) (15.7.2015).
- 13 жовтня 2015 на приміщенні Коростенської міської гімназії відкрито меморіальну дошку Сергію Романчуку.